# 国立文化財機構
独立行政法人国立文化財機構（こくりつぶんかざいきこう、英：National Institutes for Cultural Heritage）は、文化庁所管の中期目標管理法人たる独立行政法人。
独立行政法人国立博物館と独立行政法人文化財研究所が統合して2007年4月に設置された。役職員は非公務員型。法人本部所在地は東京国立博物館内。主務大臣は、文部科学大臣。文部科学省内における所掌部署は、文化庁企画調整課博物館・独立行政法人連絡係。
有形文化財を収集・保管し国民の観覧に供するとともに、調査・研究により文化財の保存と活用を図ることを目的としている（独立行政法人国立文化財機構法第3条「機構の目的」より）。

## 沿革

### 設立
1999年に独立行政法人国立博物館法、独立行政法人国立美術館法、独立行政法人国立科学博物館法が施行され、2001年に国立博物館は独立行政法人化する。その後、2007年4月1日に国立博物館は国立文化財研究所と統合され、独立行政法人国立文化財機構となった。これにより、東京、京都、奈良、九州の国立博物館と、東京、奈良の文化財研究所が束ねられた。

### 統廃合の検討
民主党政権下では、国立美術館や国立文化財機構など3法人を統合する方針が掲げられた。実際、2010年に行われた鳩山由紀夫政権の第二次事業仕分けでは、国立美術館と国立文化財機構が仕分け対象とされたが、結局「規模拡充」と結論づけられた。なお、仕分け人からは「館の施設を結婚披露宴やパーティーの会場として貸し出してでも自己収入を増やすように」という趣旨の発言があったとされる。
また、2013年にも、行政改革推進会議が国立美術館と国立文化財機構の統合案を示したが、青柳正規文化庁長官は統合に強く反対し「逆に、それぞれの人や予算を増やすべきだ」と主張した。結局、2013年12月に行政改革推進会議（議長は安倍晋三首相）がまとめた独立行政法人改革案では、美術館と博物館の役割の違いを考慮して統合が見送られている。

### 展開
2011年には、国立文化財機構アジア太平洋無形文化遺産研究センターが大阪府堺市に開設される。本センターはユネスコが賛助し、国立文化財機構が運営にあたることとなった。また、2014年には、東日本大震災での文化財レスキュー事業をきっかけに、災害に備える取り組みとして文化財防災ネットワークが国立文化財機構の中に発足する。さらに2017年には、ウェブサイト「Colbase」で傘下の国立博物館の収蔵品画像約9500件を無料でダウンロードできるようになった。
2018年には文化財のデジタルデータ化やレプリカの作成などを進めるための「文化財活用センター」が開設される。本センターには、文化財のVRやレプリカが設置されたほか、東京、京都、奈良、九州の4つの国立博物館が収蔵する文化財を各地の博物館・美術館に貸し出すための相談窓口も設けられた。さらに2020年には、文化財の減災、救援のための体制づくり、技術開発、災害時の文化財救援活動支援を使命とした「文化財防災センター」が設置された。
また、2022年8月23日には、松野博一官房長官が、皇室ゆかりの美術品などを収蔵、展示する「三の丸尚蔵館」の新施設が翌年秋に皇居内で開館するのに合わせ、2023年10月1日に、管理・運営を宮内庁から文化庁所管の国立文化財機構に移管すると発表した。本件の狙いは、国立文化財機構の保存や公開のノウハウを共有することとされる。

## 歴代理事長
| 代   | 氏名       | 在任期間              | 前職               |
| ---- | ---------- | --------------------- | ------------------ |
| 初代 | 佐々木丞平 | 2007年4月 - 2017年3月 | 京都大学名誉教授   |
| 2代  | 松村恵司   | 2017年4月 - 2021年3月 | 国立文化財機構理事 |
| 3代  | 島谷弘幸   | 2021年4月 - 現職      | 九州国立博物館館長 |

## 施設・組織
傘下の施設と組織は次のとおり。
- 東京国立博物館
- 京都国立博物館
- 奈良国立博物館
- 九州国立博物館
- 東京文化財研究所
- 奈良文化財研究所
- アジア太平洋無形文化遺産研究センター
- 文化財活用センター
- 文化財防災センター
- 皇居三の丸尚蔵館 - 2023年（令和5年）10月より運営受託。

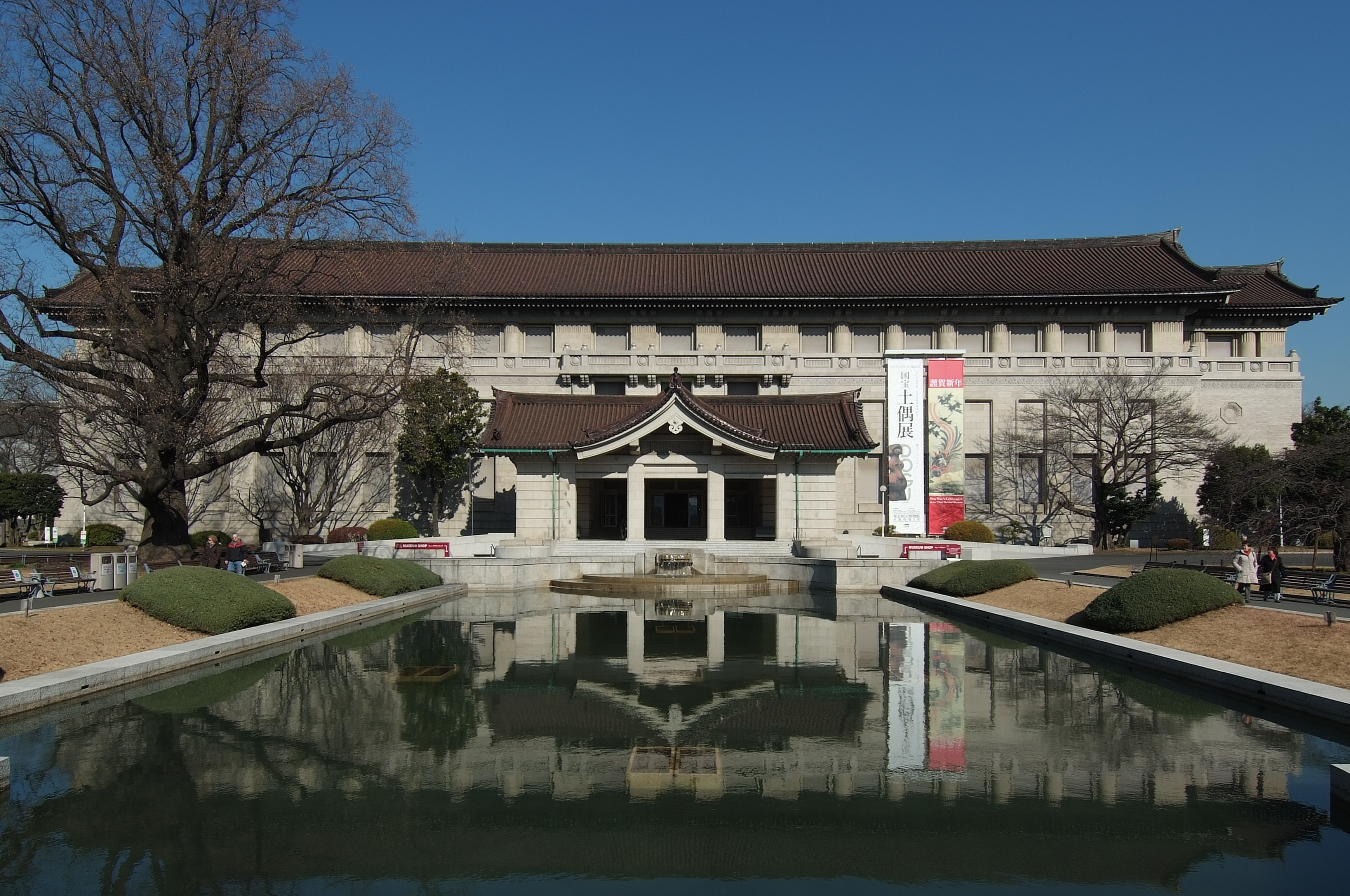
東京国立博物館
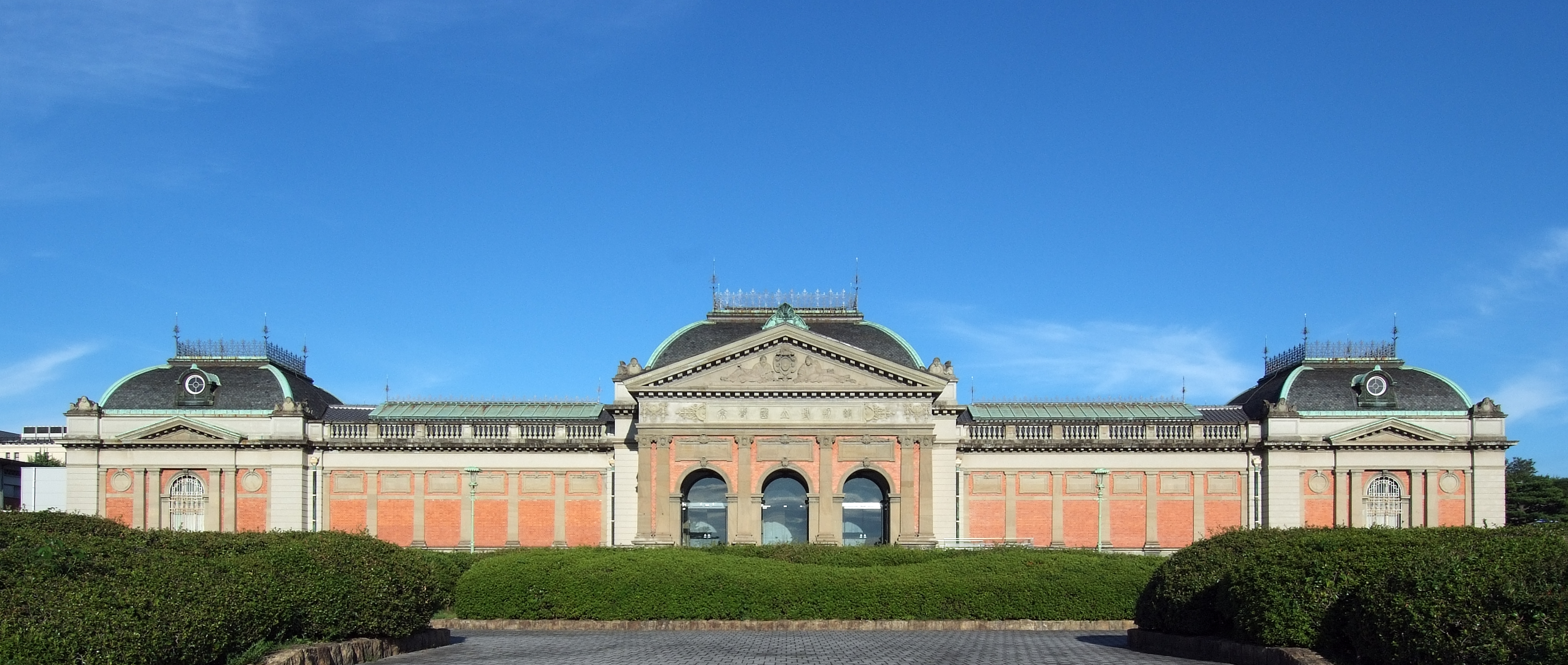
京都国立博物館
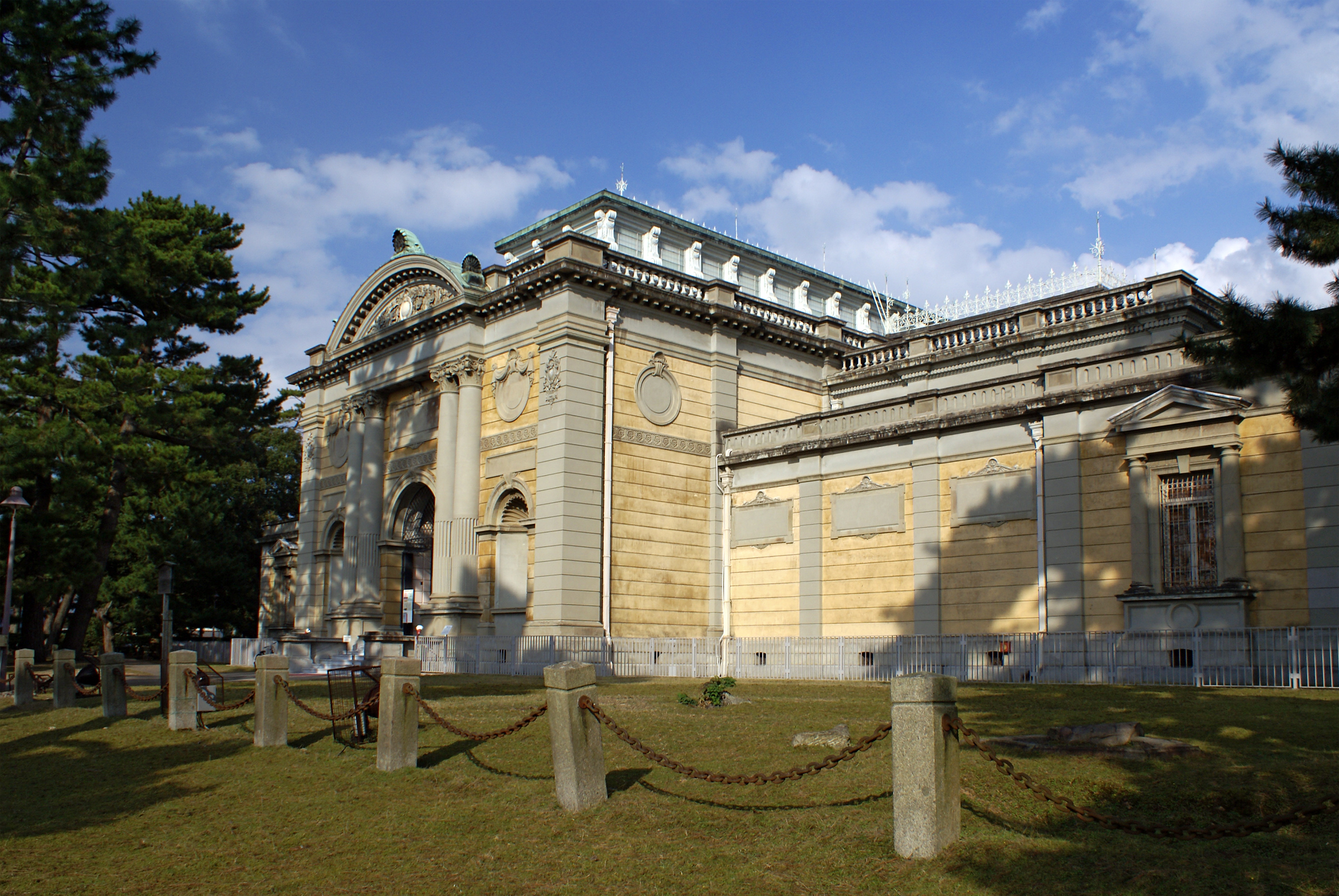
奈良国立博物館
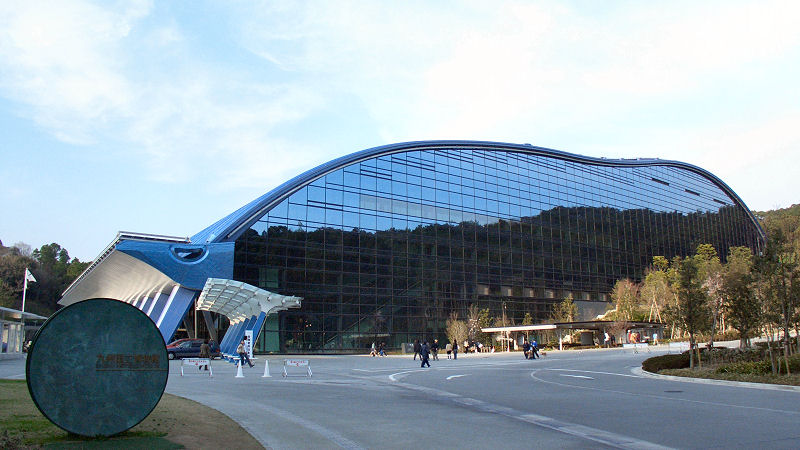
九州国立博物館
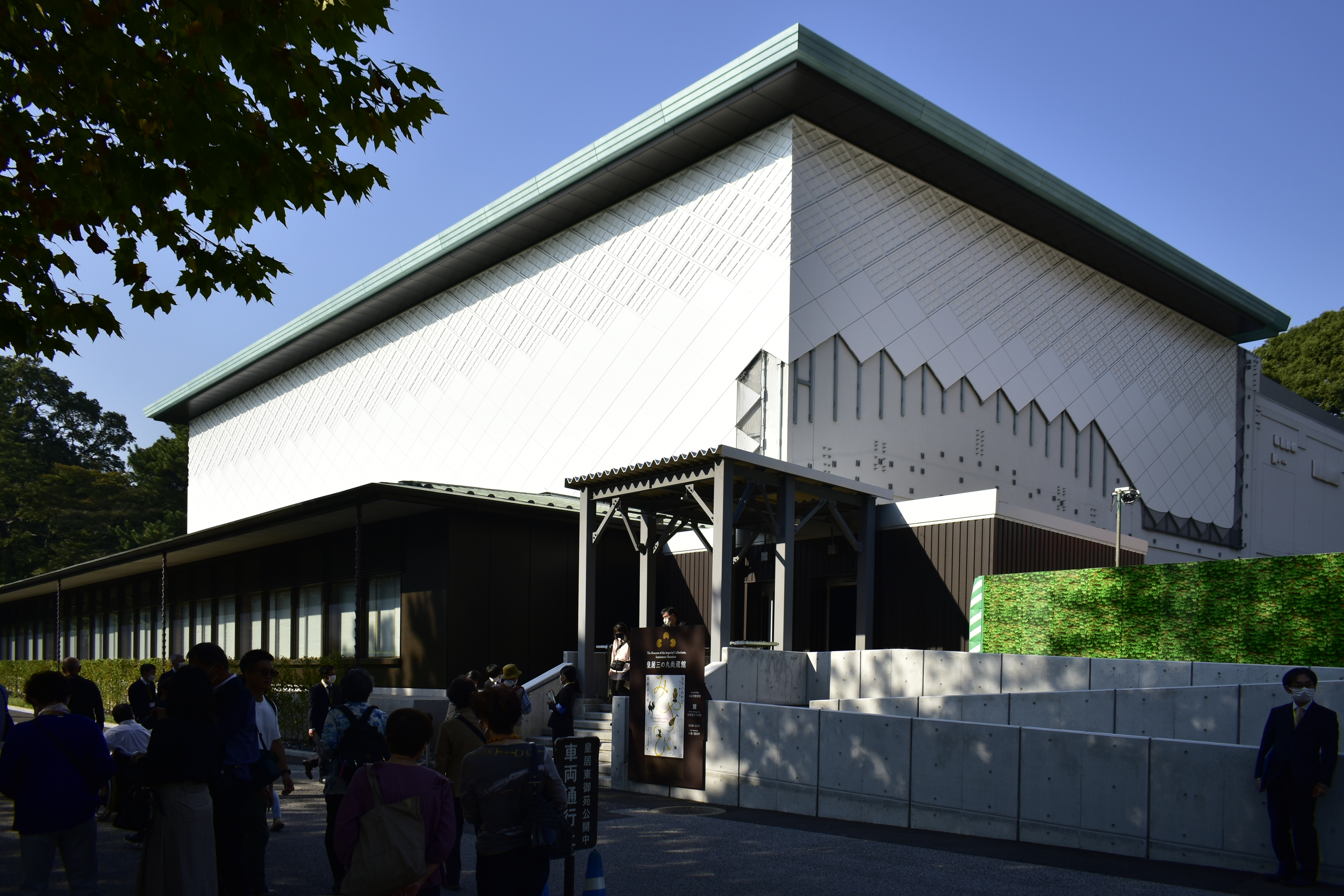
皇居三の丸尚蔵館
東京文化財研究所
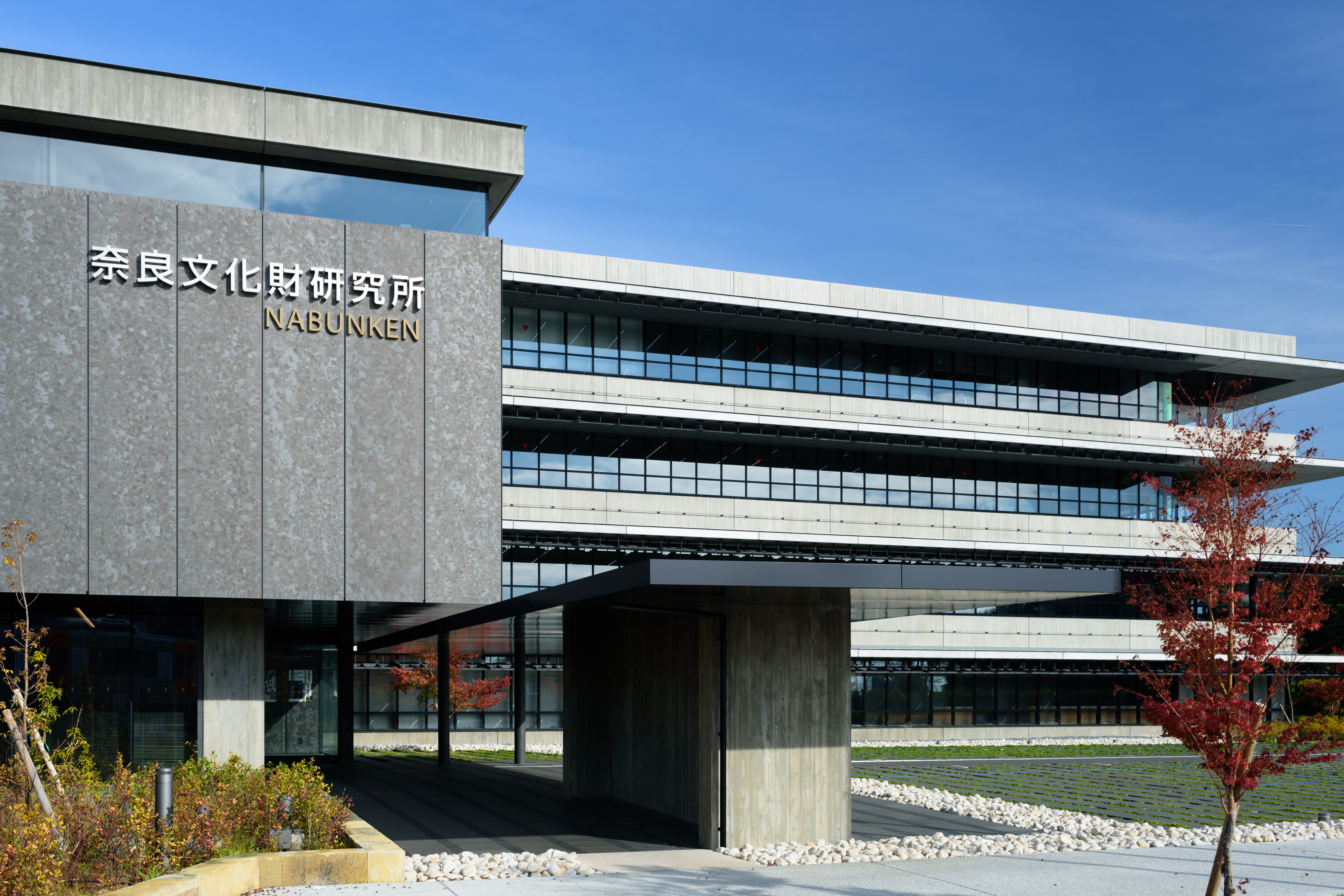
奈良文化財研究所